# Miłowice
Miłowice [miwɔˈvit͡sɛ] (en alemán: Mildenau) es un pueblo ubicado en el distrito administrativo de Gmina Żary, dentro del Condado de Żary, Voivodato de Lubusz, en Polonia occidental. Se encuentra aproximadamente a 7 kilómetros al suroeste de Żary y a 50 kilómetros al suroeste de Zielona Góra.
Antes de 1945, el área fue parte de Alemania.